# هومبيرتو كونتريرز
هومبيرتو كونتريرز (بالإسبانية: Humberto Contreras)‏ هو متزلج فني مكسيكي، ولد في 21 أغسطس 1983.

## وصلات خارجية
- هومبيرتو كونتريرز على موقع الاتحاد الدولي للتزلج (الإنجليزية)